# Иоанникий (Дьячков)
Иоанникий (в миру Иван Иванович Дьячков; 11 [23] ноября 1858, Лом, Вятская губерния — июль 1923) — обновленческий епископ Калужский, до 1922 года — епископ Православной российской церкви на покое, епископ Олонецкий и Петрозаводский (1916—1919).

## Биография
Родился 11 ноября 1858 года в семье священника в Яранске Вятской губернии (ныне Яранский район Кировской области).
В 1874 году окончил Яранское духовное училище. В 1880 году окончил Вятскую духовную семинарию.
С 1881 году псаломщик в Михаило-Архангельском храме села Колянур Яранского уезда Вятской губернии.
С 1884 года преподаватель в Макарьевском начальном народном училище.
16 декабря 1885 года рукоположён во диакона к храму Живоначальной Троицы села Кокшагское Яранского уезда. С 1886 года законоучитель в Кокшагском начальном народном училище.
В 1892 году овдовел, служил в вятском Успенском Трифоновом женском монастыре.
1894 году поступил в Казанскую духовную академию.
31 мая 1897 году рукоположён во священника. Пострижен в монашество.
В 1898 году окончил академию со степенью кандидата богословия с правом преподавания в семинарии и назначен помощником смотрителя Сарапульского духовного училища, награждён набедренником.
С 1899 года — смотритель Приворотского духовного училища Подольской епархии.
С 1902 года — ректор Екатеринославской духовной семинарии в сане архимандрита, председатель епархиального училищного совета, Братства св. Владимира и миссионерского комитета.
С 1904 года — настоятель Нежинского Благовещенского, а затем Старорусского Спасо-Преображенского монастыря.
С 1905 года — настоятель Новгородского Юрьевского монастыря.
30 сентября 1907 года хиротонисан в Новгороде во епископа Кирилловского, второго (с 1913 года первый) викария Новгородской епархии. Чин хиротонии совершали: архиепископ Новгородский Гурий (Охотин), епископ Тихвинский Феодосий (Феодосиев) и епископ Ямбургский Сергий (Тихомиров). Первый из кирилловских владык, местопребыванием которого назначен Кирилло-Белозерский монастырь, с управлением им на правах настоятеля.
Часто бывал в монастырях не только Кирилловского уезда, но Череповецкого и Устюженского, а также посещал многочисленные приходские храмы, в большинстве из которых архиерейские богослужения никогда до этого не совершались.
С 1908 года пожизненный член общества вспомоществования недостающим студентам Казанской духовной академии.
В 1912 году награждён орденом св. Владимира III степени.
С 30 ноября 1916 года — епископ Олонецкий и Петрозаводский. Прибыл в Петрозаводск 22 декабря. Почётный член Императорского православного палестинского общества.
Член Поместного Собора Православной российской Церкви в 1917—1918 годов, председатель Хозяйственно-распорядительного совещания при Соборном совете (со 2-й сессии) и подотдела внешкольного образования, член I, III, XV, XVII отделов.
После захвата власти большевиками почти не появлялся в Петрозаводске. Весной 1918 года Патриарх Тихон предоставил ему иметь пребывание в Александро-Свирском монастыре; осенью того же года епископ поселился на монастырском подворье в Петрограде и больше епархию не посещал. В 1919 году уехал на родину и там остался, в связи 18 июня 1919 года был уволен на покой Патриархом Тихоном с назначением настоятелем Свияжского мужского монастыря Казанской епархии. В управление монастырём не вступил и 29 декабря был освобождён от управления монастырём.
В 1921 году назначен епископом Яранским, викарием Вятской епархии, но видимо в том же году освобождён от назначения, так как 21 декабря того же года во епископа Ярсанского был хиротонисан Сергий (Корнеев).
В 1922 году перешёл в обновленчество, с сентября 1922 года член обновленческого ВЦУ. 25 сентября 1922 года назначен председателем предсоборной комиссии.
По некоторым данным, в сентябре 1922 года перемещён на Калужскую обновленческую кафедру, что не подтверждается в книге «Обновленческий раскол в портретах его деятелей».
4 октября 1922 года назначен епископом Казанским и Свияжским с возведением в сан архиепископа. В управление епархией не вступил. Проживал в Москве. В феврале 1923 года освобождён от назначения по болезни.
Скончался в 1923 году.